# Offensive Siniavino (1942)
Pour les articles homonymes, voir Opération Nordlicht.
Vous lisez un « bon article » labellisé en 2011.
Front de l'Est de la Seconde Guerre mondiale
Batailles
Front de l’Est

Prémices :
- Campagne de Pologne
- Guerre d’Hiver

Guerre germano-soviétique :
- 1941 : L'invasion de l'URSS

- Opération Barbarossa

Front nord : 
- Guerre de Continuation
- Opération Silberfuchs
- Siège de Léningrad

Front central : 
- 2e bataille de Brest-Litovsk
- Bataille de Białystok–Minsk
- 1re bataille de Smolensk
- Bataille de Kiev

Front sud : 
- Siège d'Odessa
- Campagne de Crimée

- 1941-1942 : La contre-offensive soviétique

Front nord : 
- Poche de Demiansk
- Poche de Kholm

Front central : 
- Bataille de Moscou

Front sud : 
- Seconde bataille de Kharkov

- 1942-1943 : De Fall Blau à 3e Kharkov

Front nord : 
- Offensive de Siniavino
- Opération Iskra
- Bataille de Krasny Bor
- Opération Poliarnaïa Zvezda

Front central : 
- Opération Mars

Front sud : 
- Bataille du Caucase (opération Fall Blau)
- Bataille de Stalingrad
- Opération Uranus
- Opération Saturne
- Offensive d'Ostrogojsk-Rossoch
- Offensive de Voronej-Kastornoe
- Opération Gallop
- Opération Étoile
- Troisième bataille de Kharkov

- 1943-1944 : Libération de l'Ukraine et de la Biélorussie

Front central : 
- 2e bataille de Smolensk
- Opération Bagration

Front sud : 
- Bataille de Koursk
- Bataille du Dniepr
- Offensive Dniepr-Carpates
- Offensive de Crimée
- Offensive de Lvov-Sandomir

- 1944-1945 : Campagnes d'Europe centrale et d'Allemagne

Allemagne : 
- Offensive Vistule-Oder
- Offensive de Poméranie orientale
- Siège de Breslau
- Offensive de Prusse-Orientale
- Bataille de Königsberg
- Bataille de Seelow
- Bataille de Bautzen
- Bataille de Berlin
- Capitulation allemande

Front nord et Finlande : 
- Guerre de Laponie
- Offensive Leningrad-Novgorod
- Bataille de Narva

Europe orientale : 
- Opération Margarethe
- Insurrection de Varsovie
- Soulèvement national slovaque
- Opération Panzerfaust
- Bataille de Budapest
- Opération Frühlingserwachen
- Offensive de Vienne
- Insurrection de Prague
- Offensive de Prague
- Bataille de Slivice

Front d’Europe de l’Ouest

Campagnes d'Afrique, du Moyen-Orient et de Méditerranée

Bataille de l’Atlantique

Guerre du Pacifique

Guerre sino-japonaise

Théâtre américain
L’offensive Siniavino (en russe : Синявинская операция, Siniavinskaïa operatsiïa) est une opération militaire planifiée par l'Union soviétique au cours de l'été 1942, pendant la Seconde Guerre mondiale, destinée à briser le blocus allemand de Leningrad, assiégée depuis près d'un an, en établissant une voie de ravitaillement sécurisée. Elle porte le nom du village de Siniavino sur la rive sud du lac Ladoga. À la même époque, les forces allemandes planifient l'opération « Aurore boréale » (en allemand : Nordlicht) pour s'emparer de la ville et faire la liaison avec les forces finlandaises. Pour cela, d'importants renforts ont été envoyés par les Allemands depuis Sébastopol, qui venait d'être capturée en juillet 1942. Dans les deux camps, on ignore les préparatifs de l'ennemi, et, lorsque la lutte s'engage, la surprise est totale pour les deux adversaires.
La première offensive est déclenchée le 19 août 1942 par les troupes soviétiques du front de Leningrad suivie, le 27 août, par l'offensive principale du front de Volkhov. À partir du 28 août, les Allemands déplacent leurs forces prévues pour leur propre offensive afin de s'opposer à l'avancée soviétique. Les contre-attaques allemandes échouent mais les forces soviétiques ne peuvent plus progresser. Le 21 septembre, après dix jours de statu quo, l'armée allemande renforcée de manière significative, lance une contre-offensive. Après cinq jours de combats acharnés, les forces de la Wehrmacht réussissent à faire leur jonction et reprendre la percée opérée par l'Armée rouge.
De violents combats continuent jusqu'au 15 octobre, alors que les forces soviétiques se replient pour échapper à l'encerclement allemand. À partir du 10 octobre, la ligne de front est revenue à sa position d'avant la bataille. En fin de compte, l'offensive soviétique est un échec mais elle a infligé de lourdes pertes aux Allemands. En novembre, les renforts allemands et d'autres unités du groupe d'armées Nord sont retirés pour faire face à la situation à Stalingrad et l'opération Nordlicht est abandonnée.

## Contexte
Le siège de Leningrad commence au début de l'automne 1941. Le 8 septembre 1941 les forces allemandes et finlandaises encerclent la ville, coupant toutes les voies d'approvisionnement de Leningrad et de ses banlieues. Toutefois, l'offensive sur la ville échoue et Leningrad est assiégée. Pendant l'hiver 1941-1942, la ville est partiellement ravitaillée par la « route de la vie » empruntant le lac Ladoga alors gelé, ce qui permet aux défenseurs de continuer à résister. Toutefois, le siège de Sébastopol se termine le 4 juillet 1942 par la prise de la ville par l'armée allemande. La 11e armée allemande est maintenant libre d'affectation et Hitler décide qu'elle sera utilisée pour l'assaut contre Leningrad.
Les forces soviétiques essaient de lever le siège pour minimiser les dommages infligés à la ville et à la population civile. Les acheminements vers la région sont souvent gênés par des frappes aériennes régulières, allemandes et finlandaises. Plusieurs petites offensives soviétiques sont lancées dans la région en 1942 mais elles échouent. La dernière offensive, près de Liouban, est un désastre et conduit à l'encerclement et à la destruction de la plus grande partie de la 2e armée de choc soviétique. Néanmoins, l'ouverture d'une voie de ravitaillement vers Leningrad est absolument vitale et les préparatifs pour une nouvelle offensive commencent presque immédiatement après la défaite de Liouban.

## Les préparatifs
La région au sud du lac Ladoga est une zone très boisée avec de nombreuses zones humides (notamment des tourbières), en particulier près du lac. Ces deux facteurs gênent beaucoup la mobilité de l'artillerie et des véhicules dans la région. En outre, la forêt empêche les observations visuelles. Un point stratégique est constitué des hauteurs de Siniavino qui surplombent d'environ 150 mètres les terrains plats environnants, qui sont l'un des rares endroits secs et déboisés permettant une bonne observation. La ligne de front a très peu changé depuis que le blocus a été établi ; les forces allemandes ont construit un réseau dense de sites défensifs reliés entre eux par des tranchées et protégés par de vastes zones d'obstacles positionnées sous le feu de l'artillerie et des mortiers.

### Les plans allemands
Le plan pour s'emparer de Leningrad au cours de l'été ou de l'automne 1942 figure dans la directive Oberkommando der Wehrmacht (ou « OKW 41 ») du 5 avril 1942. Cette dernière souligne que les principaux objectifs de la campagne estivale sur le front de l'Est sont de prendre Leningrad et d'atteindre le Caucase.

« Pendant que le groupe d'armées Centre mène maintenant des opérations, s'empare de Leningrad et fait la jonction avec les Finlandais dans le nord et, sur son flanc sud, pénètre dans la région du Caucase, en suivant l'objectif initial d'avancée vers l'est. »

— Glantz
Au cours des discussions avec Hitler le 30 juin, le commandant du groupe d'armées Nord, le feld-maréchal Georg von Küchler, lui présente plusieurs tactiques pour mener à bien cette directive. À la suite de ces discussions l'OKW commence le redéploiement de l'artillerie lourde venant de Sébastopol, y compris les batteries d'artillerie Dora et Karl, qui doivent aider à détruire les défenses soviétiques de la forteresse de Kronstadt. Le redéploiement est achevé le 23 juillet. Le même jour, la directive du Führer no 45 inclut des ordres pour l'opération visant à ce que le groupe d'armées Nord s'empare de Leningrad au début du mois de septembre, opération nommée Feuerzauber (« Magie du feu »).
L'attaque doit être menée par les forces de la 11e armée, qui sont disponibles à la suite de la prise de Sébastopol. En outre, l'OKH envoie le puissant 8e corps d'armée aérien pour fournir un appui aérien aux forces terrestres. Le 30 juillet, l'opération est rebaptisée opération Nordlicht.
L'opération prévoit trois corps d'armée pour percer les défenses soviétiques au sud de Leningrad ; un corps doit ensuite isoler Leningrad des troupes soviétiques par le sud et l'ouest, tandis que les deux autres se dirigeront vers l'est et détruiront les forces soviétiques, entre la rivière Neva et le lac Ladoga. Ensuite, les trois corps pourront s'emparer de Leningrad sans combats de rue lourds.
Cela aurait pour effet de libérer des troupes engagées dans le siège pour les utiliser ailleurs et rendre la victoire sur le front de l'Est plus probable. Pendant ce temps, les Allemands se préparent aussi à la bataille de Stalingrad. La 11e armée avait un total de 12 divisions sous ses ordres dans la région de Leningrad.

### Les plans soviétiques
L'Union soviétique a tenté tout au long de 1942 de lever le siège. Même si les offensives de l'hiver et celle de Liouban n'ont pas réussi à briser le siège de la ville, 16 km seulement séparent le front de Léningrad du front de Volkhov. L'offensive aura pour but de relier les forces des deux fronts et d'établir une voie de ravitaillement de la ville. Parce que le front de Léningrad est le plus faible à cette époque, c'est au front de Volkhov de mener l'offensive, le premier se contentant de mener des attaques locales et de prendre des têtes de pont sur la Neva. La 8e armée (Union soviétique) du front de Volkhov est le fer de lance de l'attaque et le 4e corps des fusiliers de la Garde est en deuxième ligne et la 2e armée de choc reformée, en troisième ligne.
Contrairement aux opérations précédentes, les troupes soviétiques sont très bien équipées lors de cette offensive pour prendre en compte le terrain difficile et les importantes défenses qu'elles doivent affronter. La 8e armée (Union soviétique) est renforcée avec de l'artillerie et des chars. En moyenne, chaque division en première ligne est renforcée par un bataillon de chars, un régiment d'artillerie et une ou deux batteries Katioucha. Cela permet une densité de 60 à 100 canons et de 5 à 9 chars par kilomètre de ligne de front dans le secteur de pénétration. Les troupes disposent d'unités du génie pour améliorer leurs moyens de transport, ainsi que d'un grand nombre de pistolets mitrailleurs PPD-40 et PPSh-41,.

### Les armées en présence
| Armée allemande - 18e Armée (Forces initiales présentes le 27 août) - 26e Corps d'armée - 223e division d'infanterie - 227e division d'infanterie - 1er Corps d'armée - 96e division d'infanterie - 28e Corps d'armée - 121e division d'infanterie - 5e division de montagne - 28e division d'infanterie légère - 11e Armée (Forces supplémentaires arrivées après le 28 août) - 30e Corps d'armée - 170e division d'infanterie - 24e division d'infanterie - 132e division d'infanterie - 12e division blindée - 3e division de montagne Armée de l'air allemande - Luftwaffenkommando Ost - Luftflotte 1 - Jagdgeschwader 54 - Jagdgeschwader 77 | Armée soviétique - 8e armée - 6e corps de fusiliers de la Garde - 128e division de fusiliers - 3e division de fusiliers de la Garde - 19e division de fusiliers de la Garde - 24e division de fusiliers de la Garde - 191e division de fusiliers - 122e brigade de chars - 4e corps de fusiliers de la Garde - 259e division de fusiliers - 22e brigade de fusiliers - 23e brigade de fusiliers - 32e brigade de fusiliers - 33e brigade de fusiliers - 53e brigade de fusiliers - 137e brigade de fusiliers - 140e brigade de fusiliers - 98e brigade de chars - 2e armée de choc - 327e division de fusiliers - 6e brigade de fusiliers - 4e brigade de chars Armée de l'air soviétique - 14e armée de l'air (ru) |

## La bataille
Aucun des deux camps n'est au courant de l'intention de l'adversaire de lancer une offensive et ne sait que l'ennemi amasse des forces dans la région. Les Allemands ne réalisent l'intensité de l'offensive soviétique que dans les jours qui suivent le début de l'attaque menée par la 8e armée, le 27 août. Cela les oblige à réaffecter la 11e armée et le 8e Corps d'armée aérien à la défense de leurs positions et à abandonner les préparatifs de l'offensive sur Leningrad. De même, les forces soviétiques ne sont pas au courant du redéploiement de la 11e armée à Leningrad et croient ne devoir affronter que les dix divisions de la 18e armée. Ignorant le redéploiement des forces de Crimée, les forces soviétiques lancent une offensive alors qu'elles sont en infériorité numérique avant même que la bataille ne débute.

### Offensive soviétique du front de Léningrad (19 au 26 août)

La ligne de front avant l'attaque du front de Volkhov.

L'opération soviétique commence le 19 août, bien que des sources allemandes avancent des dates ultérieures,. La raison est que l'offensive du front de Volkhov ne débute pas avant le 27 août. L'opération allemande devait, elle, commencer le 14 septembre. Le front de Léningrad lance son offensive le 19 août, toutefois en raison de ses moyens limités en hommes et en matériel, elle n'a pour seul but que de s'emparer et de développer des têtes de pont sur la rivière Neva, qui aideront à faire la jonction avec le front de Volkhov. Les Allemands ne la considèrent pas comme une offensive majeure parce que le front de Léningrad a déjà monté plusieurs offensives locales en juillet et début août. Le 19 août, le général allemand Franz Halder note dans son journal « des attaques locales, comme d'habitude » dans la région. Par conséquent, aucune mesure supplémentaire de défense n'est prise par les Allemands.

### Offensive soviétique du front de Volkhov (27 août au 9 septembre)
L'offensive du front de Volkhov commence le 27 août au matin. L'importance des forces soviétiques surprend l'ennemi et permet à l'armée soviétique de profiter d'une supériorité significative aussi bien en hommes, qu'en chars et pièces d'artillerie dès le premier jour des combats. La 8e Armée remporte un premier succès en pénétrant et en dispersant la première ligne de défense allemande de la 223e division d'infanterie, avançant de 3 km le premier jour, au niveau de l'attaque principale. Cependant les tentatives initiales d'avancer sur les flancs échouent en raison de la forte résistance allemande. Le commandement allemand réagit en redéployant la 5e division de montagne et la 28e division d'infanterie légère de leurs zones de rassemblement pour l'opération Nordlicht vers la zone de l'offensive soviétique. Les premiers éléments de la 170e division d'infanterie allemande qui viennent tout juste d'arriver à Mga, rejoignent également le front. En outre, Hitler détourne la 3e division de montagne, acheminée par voie maritime vers la Finlande, au lieu de l'Estonie.

L'avancée maximale du front soviétique.

Le 29 août, la percée dans les défenses allemandes a encore augmenté de 7 km en profondeur. Pour soutenir leur progression vers Siniavino, les forces soviétiques font entrer en action leurs divisions placées en deuxième ligne. Les forces allemandes sont renforcées par la 12e Panzerdivision et une partie de la 96e division d'infanterie. Ce jour-là voit le premier déploiement au combat du char Tigre, affecté au 502e bataillon blindé, qui en avait reçu quatre exemplaires le 29 août. La tentative de contre-attaque des blindés échoue car deux des tanks tombent en panne presque immédiatement et le moteur d'un troisième surchauffe,.
Pendant cette première phase, des renforts aériens sont dépêchés vers la Luftflotte 1 (1re flotte aérienne). L'Oberkommando der Luftwaffe (« Haut Commandement des Forces armées aériennes ») envoie plusieurs escadrilles d'avions de combat pour aider les défenses allemandes contre les intenses attaques aériennes soviétiques. Des éléments des escadrilles de chasse 54 et 77 sont transférés sur place pour assurer une supériorité aérienne allemande sur le front. Opposée à la 14e armée de l'air soviétique et en infériorité numérique, dans un rapport de un pour deux, la Luftwaffe garde cependant la supériorité dans les airs. Ses avions détruisent 42 appareils soviétiques dans des combats aériens à grande échelle, les 1er et 2 septembre et diminuent ainsi la pression sur les forces terrestres allemandes. L'activité aérienne allemande est si efficace, que le moral des aviateurs soviétiques est en chute et ils ne donnent pas le meilleur d'eux-mêmes dans les combats. Staline menace alors tout pilote refusant de s'engager avec l'ennemi de passer en cour martiale.
Le 5 septembre, la percée soviétique la plus avancée atteint 9 km de profondeur, l'amenant à seulement 6 km de la Neva. Les tentatives pour s'emparer de Siniavino et des hauteurs adjacentes rencontrent des résistances très fortes et échouent. Sur les flancs, les forces soviétiques s'emparent de défenses allemandes basées au camp de travail no 8 et à Michino le 3 septembre, et à Voronovo le 7 septembre. Toutefois, aucune nouvelle avancée n'aura lieu après cette date. Pour tenter de sortir de l'impasse, l'armée soviétique utilise ses troisièmes lignes (la 2e armée de choc étant déjà en opération), mais les contre-attaques allemandes obligent les Soviétiques à arrêter l'offensive. Le 7 septembre, le front de Volkhov retire deux divisions de la 8e Armée et les remplace par une nouvelle division et une brigade de chars afin d'opérer de nouvelles percées.

### L'impasse (10 au 20 septembre)
La bataille se trouve dans une impasse, aucune des deux parties ne pouvant avancer malgré plusieurs nouvelles offensives. Entre le 10 et le 19 septembre, il n'y a pas de changement majeur sur la ligne de front. Les troupes soviétiques attendent des renforts et un appui aérien, espérant traverser les 7 km qui les séparent du front de Léningrad dans les semaines suivantes, mais les renforts tardent.
Après avoir stoppé l'avance soviétique, les forces allemandes cherchent maintenant à vaincre l'ennemi. Erich von Manstein, qui a été nommé par Hitler à la tête de toutes les forces allemandes dans le secteur, cherche à couper la percée formée par l'avance soviétique. Cependant, la contre-attaque initiale, le 10 septembre, échoue avec de lourdes pertes en raison des vastes champs de mines, de l'artillerie et des tirs de mortiers ennemis. Manstein décide de partager ses forces pour une attaque sur deux fronts, tandis que les offensives locales allemandes empêchent les Soviétiques d'avancer.

### La contre-offensive allemande (21 septembre au 15 octobre)

La contre-offensive allemande.

La principale contre-offensive allemande commence le 21 septembre. Six divisions participent à l'attaque, avec la 121e division d'infanterie qui attaque par le nord, le 30e corps d'armée, les 24e, 132e et 170e divisions d'infanterie par le sud et la 3e division de montagne et la 28e division d'infanterie légère en fixation. La 5e division de montagne qui a subi de lourdes pertes dans les dix derniers jours ne joue pas un grand rôle dans la contre-offensive.
La contre-attaque allemande est confrontée aux mêmes problèmes que les forces soviétiques un mois auparavant. L'avancée en terrain difficile avec des défenses ennemies est très lente et les pertes sont élevées. C'est seulement le 25 septembre, après cinq jours de très durs combats, que les forces allemandes font leur jonction à proximité de Gaitolovo, et une partie de la 8e armée soviétique (le 6e corps d'armée de fusiliers de la garde) et la 2e armée de choc sont encerclées. Les Soviétiques tentent de sortir leurs troupes de la poche, mais ils sont bombardés par l'artillerie lourde et des frappes aériennes. Dans le même temps, la 28e division d'infanterie légère et la 12e Panzerdivision déjouent les efforts du front de Léningrad pour étendre leurs têtes de pont.
Au cours des violents combats entre la fin septembre et le 15 octobre, les forces allemandes réduisent la poche où sont encerclés les Soviétiques et reprennent toutes les positions perdues, excepté une petite tête de pont tenue par les forces du front de Léningrad, près de Moskovkaïa Doubrovka.

## Conséquences
Union soviétique
Pour l'Union soviétique, cette opération est un échec coûteux, comparable à la défaite soviétique près de Liouban en juin et juillet, où la 2e armée de choc a été presque détruite et les forces allemandes ont fait 48 000 prisonniers. Mais trois mois plus tard, les forces soviétiques lancent une nouvelle offensive, l'opération Iskra, qui ouvre un couloir vers Leningrad en janvier 1943.
La Stavka a analysé les raisons de cet échec. Lors de l'offensive de Siniavino, les forces soviétiques ont attaqué au Sud de la ville de Siniavino, ce qui leur a permis de cerner plusieurs divisions allemandes, mais en s'offrant aux contre-attaques de flanc. C'est d'ailleurs les contre-attaques qui ont finalement provoqué l'échec de l'offensive. Le commandement s'en souvient lors de l'opération Iskra qu'elle mène en attaquant au Nord éliminant ainsi les menaces d'attaques de flanc.
Allemagne
Pour les Allemands, les conséquences sont plus graves. Bien que la menace soviétique soit éliminée et les positions de la 18e armée récupérées, la 11e armée a subi de lourdes pertes en hommes et en matériel. D'autre part, les munitions manquent. Le 18e corps d'armée a également subi des pertes, en particulier la 223e division d'infanterie, qui était opposée à la 8e armée le premier jour de l'offensive. Ces lourdes pertes conduisent le Haut Commandement allemand à ordonner au groupe d'armées Nord de se défendre au cours de l'hiver. En novembre, les renforts allemands et d'autres unités sont retirés du groupe pour faire face à la crise à Stalingrad et l'opération « Aurore boréale » est abandonnée.

### The Battle for Leningrad 1941–1944
1. ↑  Glantz (2002), p. 216-217
2. ↑  Glantz (2002), p. 484
3. ↑  Glantz (2002), p. 212-213
4. ↑  Glantz (2002), p. 213
5. ↑  Glantz (2002), p. 218
6. ↑  Glantz (2002), p. 216
7. ↑  Glantz (2002), p. 217
8. ↑  Glantz (2002), p. 219
9. ↑  Glantz (2002), p. 222
10. ↑  Glantz (2002), p. 224
11. ↑  Glantz (2002), p. 226
12. ↑  Glantz (2002), p. 207
13. ↑  Glantz (2002), p. 286
14. ↑  Glantz (2002), p. 230

### Autres
1. ↑  Manstein (2004), p. 262
2. ↑  Glantz (2002), p. 226.
3. ↑  Issaïev (2006), p. 142.
4. ↑  Krivosheev (2001)
5. ↑  Glantz (2002), p. 224.
6. ↑  Glantz (2002), p. 230.
7. 1 2 3  Issaïev (2006), p. 133
8. ↑  Issaïev (2006), p. 134.
9. 1 2 3 4  Issaïev (2006), p. 135
10. ↑  Issaïev (2006), p. 132.
11. ↑  Glantz (2002), p. 217.
12. 1 2 3 4  Bergström (2003), p. 365
13. 1 2  Issaïev (2006), p. 139
14. 1 2 3 4  Glantz (2002), p. 221.
15. ↑  Meretskov (1971), p. 301–302.
16. 1 2  W. Haupt (1997)
17. ↑  Manstein (2004), p. 264–265.
18. ↑  Issaïev (2006), p. 137.
19. ↑  Issaïev (2006), p. 140.
20. 1 2  Glantz (2002), p. 223.